# Lavoisiera riedeliana
Lavoisiera riedeliana är en tvåhjärtbladig växtart som beskrevs av Célestin Alfred Cogniaux. Lavoisiera riedeliana ingår i släktet Lavoisiera och familjen Melastomataceae. Inga underarter finns listade i Catalogue of Life.